# Coi
Coi (em persa: خوی‎; romaniz.: Ḫoy; em azeri: Xoy; em armênio: Խոյ; romaniz.: Xoy; histórica Her (Հեր)) é uma cidade e capital do condado de Coi, na província do Azerbaijão Ocidental, no Irã. No censo de 2006, sua população era de 178 708, com 45 090 famílias. Coi está situada ao norte da maior cidade e capital da província, Úrmia, e a 807 quilômetros a noroeste de Teerã. A economia da região está baseada na agricultura, principalmente a produção de frutas, grãos e madeira. Coi é apelidada como girassol do Irã. A principal língua de Coi é azeri e sua principal religião é o xiismo islâmico.[carece de fontes?]

## História
Coi está situada nas proximidades montanhas como Chelekhaneh e Avrin (a mair alta montanha da província do Azerbaijão Ocidental), o que faz o clima ser muito frio no inverno e fresco no verão; o clima da primavera é ameno. Foi fortificada várias vezes durante a história, sendo a última vez durante o Império Cajar, no século XIX. É bem conhecida como a tumba de Xamece de Tabriz, um renomado poeta e místico iraniano.[carece de fontes?]
Após a morte de Nader Xá em 1747, Coi rompeu com o governo central iraniano como vários outros Estados, incluindo o Afeganistão e alguns Canatos Caucasianos ao norte, e tornou-se o Canato de Coi (1747-1813), que foi leval ao governo central apenas quando foi poderoso (como sob Carim Cã), e autônomo quando o poder central foi fraco. O retorno de Coi à vassalagem iraniana ocorreu durante o começo do Império Cajar. Coi foi atacada pela Rússia em 1827. Até 1828, Coi tinha um grande número de habitantes armênios. Em meados dos anos 1800, alguns deles imigraram para a Armênia Oriental no Império Russo. Pouco antes e durante a Primeira Guerra Mundial, quando os turcos otomanos ocupara a cidade, houve um massacre de armênios em Coi. Durante a Primeira Guerra Mundial tropas russas tomaram Coi, mas retrocederam em 1917. Na Segunda Guerra Mundial foi novamente ocupada, desta vez pelas tropas soviéticas, que permaneceram até 1946. Hoje em dia, há uma pequena população vivendo lá.[carece de fontes?]

## Clima
| Dados climatológicos para Coi              | Dados climatológicos para Coi | Dados climatológicos para Coi | Dados climatológicos para Coi | Dados climatológicos para Coi | Dados climatológicos para Coi | Dados climatológicos para Coi | Dados climatológicos para Coi | Dados climatológicos para Coi | Dados climatológicos para Coi | Dados climatológicos para Coi | Dados climatológicos para Coi | Dados climatológicos para Coi | Dados climatológicos para Coi |
| Mês                                        | Jan                           | Fev                           | Mar                           | Abr                           | Mai                           | Jun                           | Jul                           | Ago                           | Set                           | Out                           | Nov                           | Dez                           | Ano                           |
| ------------------------------------------ | ----------------------------- | ----------------------------- | ----------------------------- | ----------------------------- | ----------------------------- | ----------------------------- | ----------------------------- | ----------------------------- | ----------------------------- | ----------------------------- | ----------------------------- | ----------------------------- | ----------------------------- |
| Temperatura máxima média (°C)              | 2,8                           | 5,2                           | 11,6                          | 17,2                          | 23,9                          | 29,3                          | 32,6                          | 32,7                          | 28                            | 20,5                          | 13,1                          | 6,4                           | 18,61                         |
| Temperatura mínima média (°C)              | −5,6                          | −4                            | 0,6                           | 5,3                           | 9,9                           | 13,5                          | 16,9                          | 16,3                          | 11,3                          | 6,7                           | 2                             | −2,6                          | 5,86                          |
| Precipitação (mm)                          | 28                            | 20                            | 31                            | 47                            | 54                            | 21                            | 7                             | 5                             | 8                             | 22                            | 22                            | 19                            | 284                           |
| Fonte: Climate Data 11 de novembro de 2011 |                               |                               |                               |                               |                               |                               |                               |                               |                               |                               |                               |                               |                               |